# Marc Höpfner
Marc Höpfner (* 1964 in Kiel) ist ein deutscher Schriftsteller.

## Leben
Marc Höpfner absolvierte ein Studium der Philosophie in München. Heute lebt er ebendort als freier Schriftsteller.
Marc Höpfner ist Verfasser von erzählenden Werken. In seinem Debüt "Pumpgun" befasste er sich als einer der ersten Autoren mit dem Thema "Amoklauf eines Jugendlichen"; sein zweiter Roman "Trojaspiel" ist ein umfangreicher historischer Roman mit fantastischen Elementen.

## Werke
- Pumpgun, Frankfurt am Main 2001
- Trojaspiel, Frankfurt am Main 2005